# Te cunosc de undeva! (sezonul 5)
Sezonul 5 al emisiunii de divertisment Te cunosc de undeva! a debutat pe Antena 1 la data de 15 februarie 2014. Emisiunea a fost prezentată de Alina Pușcaș și Cosmin Seleși.
Juriul este format din Pepe, Delia, Monica Anghel și Horia Brenciu. 
Pe data de 17 mai 2014, sezonul 5 a ajuns la final, câștigătorul fiind Alex Velea. Locul 2 a fost ocupat de Doru Todoruț și Florin Ristei, iar locul 3 de Andreea Bănică.

## Distrubuția

### Celebrități
- Doru Todoruț
- Nicole Cherry
- Florin Ristei
- Alex Velea
- Elena Ionescu
- Raluka
- Alex Mațaev
- Andreea Bănică

### Juriul
- Pepe
- Delia
- Monica Anghel
- Horia Brenciu

### Jurizare
După ce concurenții și-au făcut transformările, fiecare din membrii juriului acordă note de la 5 la 12. După notarea concurenților se alcătuia un clasament provizoriu al juriului. La acest clasament se adăugau punctele acordate de concurenți. Și anume, fiecare dintre concurenți avea la dispoziție cinci puncte pe care să le acorde artistului preferat.  Concurentul cu cel mai mare punctaj după cele două jurizări câștiga ediția respectivă și primea 1000 de euro, pe care urma să îi doneze. La finalul sezonului, celebritatea câștigătoare a primit 15.000 de euro.

## Interpretări
Legendă:
     Câștigător
| Star           | Ediția 1           | Ediția 2        | Ediția 3           | Ediția 4             | Ediția 5         | Ediția 6          | Ediția 7          |  |
| -------------- | ------------------ | --------------- | ------------------ | -------------------- | ---------------- | ----------------- | ----------------- |  |
| Doru Todoruț   | Aloe Blacc         | Connect-R       | Sore               | John Newman          | Mihai Mărgineanu | Tina Turner       | Passenger         |  |
| Nicole Cherry  | Corina Chiriac     | Gabriella Cilmi | Mariah Carey       | J Balvin             | Kim Sasabone     | Andra             | Florin Ristei     |  |
| Florin Ristei  | Nicole Scherzinger | Freddie Mercury | Daddy Yankee       | Marc Anthony         | Elena Gheorghe   | Marilyn Manson    | Elena Merișoreanu |  |
| Alex Velea     | Monica Anghel      | Bruno Mars      | Robbie Williams    | Raluka               | Gica Petrescu    | Pharrell Williams | Pepe              |  |
| Elena Ionescu  | Pink               | Dan Spătaru     | Shakira            | Mihai Traistariu     | Caro Emerald     | Nelly Furtado     | Afric Simone      |  |
| Raluka         | Maître Gims        | Katy Perry      | Michael Jackson    | Beyonce              | Steven Tyler     | LeAnn Rimes       | Rihanna           |  |
| Alex Mațaev    | Elvis Presley      | Jason Derulo    | Daniela Condurache | Marian Gold          | Ryan Tedder      | Pavel Stratan     | Elton John        |  |
| Andreea Bănică | Lady Gaga          | Cabron          | Pixie Lott         | Maria Ciobanu        | Miley Cyrus      | Smiley            | Kelly Rowland     |  |
|                |                    |                 |                    |                      |                  |                   |                   |  |
| Star           | Ediția 8           | Ediția 9        | Ediția 10          | Ediția 11            | Ediția 12        | Ediția 13         | Finala            |  |
| Doru Todoruț   | John Paul Young    | Oana Sarbu      | Rick Astley        | Jim Carrey           | Cesaria Evora    | Falco             | Cornel Ilie       |  |
| Nicole Cherry  | Indila             | Macy Gray       | Eddy Grant         | Emeli Sandé          | Inna             | George Michael    |                   |  |
| Florin Ristei  | Mika               | C.C.Catch       | Will Smith         | Romica Puceanu       | Prince           | Angela Gheorghiu  | Delia             |  |
| Alex Velea     | Misha              | MC Hammer       | Goran Bregovic     | Nicolae Furdui Iancu | Joe Dassin       | Louis Armstrong   | Mirabela Dauer    |  |
| Elena Ionescu  | Ke$ha              | Bon Jovi        | Jessie J           | Sandra               | Malina Olinescu  | Kylie Minogue     |                   |  |
| Raluka         | Ștefan Iordache    | Cher            | Alex Velea         | Cheryl Cole          | Britney Spears   | Tudor Gheorghe    |                   |  |
| Alex Mațaev    | Lorde              | Michael Buble   | Marina Voica       | Adam Levine          | Kurt Cobain      | What's UP         |                   |  |
| Andreea Bănică | Sertab Erener      | Horia Brenciu   | Christina Aguilera | Ștefan Bănică Jr.    | Tarkan           | Angela Similea    | Dan Teodorescu    |  |